# تئوری بیگ بنگ (فصل ۳)
فصل سوم سریال  تلویزیونی آمریکایی تئوری بیگ بنگ از ۲۱ سپتامبر ۲۰۰۹ تا ۲۴ مه ۲۰۱۰ از شبکه سی‌بی‌اس پخش شد. این سریال با بیش از ۱۵ میلیون بیننده نسبت به دو فصل قبل رتبه بندی بالاتری دریافت کرد. فصل سوم اولین حضور بازیگران اصلی آینده ملیسا راوش و ماییم بیالیک به ترتیب در نقش برنادت راستنکاوسکی و دکتر ایمی فارا فاولر بود.

## بازیگران

### شخصیت‌های اصلی
- جانی گالکی در نقش دکتر لئونارد هافستادر: فیزیکدانی که دارای ضریب هوشی ۱۷۳ است و ۲۴ سالگی دکترا گرفته‌است. او به همراه دوست و همکارش شلدون کوپر در یک آپارتمان زندگی می‌کند.
- جیم پارسونز در نقش دکتر شلدون کوپر: فیزیکدانی که اهل تگزاس است و از کودکی نبوغ خود را نشان داده‌است. او دارای ضریب هوشی ۱۸۷ است و در ۱۱ سالگی وارد کالج شده و در ۱۶ سالگی نخستین دکترایش را اخذ کرده‌است.
- کیلی کوئوکو در نقش پنی: دختر جذاب و بلوندی که در همسایگی شلدون و لئونارد زندگی می‌کند و از همان ابتدا لئونارد به او علاقه‌مند می‌شود.
- سایمون هلبرگ در نقش هاوارد والوویتز: مهندس هوافضا که یهودی است و با مادرش زندگی می‌کند. بر خلاف، شلدون، لئونارد و راج، هاوارد دکترا ندارد و دارای فوق‌لیسانس است.
- کونال نایر در نقش دکتر راجش کوتراپالی: او اهل دهلی نو است و به عنوان اخترشناس در موسسه فناوری کالیفرنیا کار می‌کند. او در مقابل زنان بسیار خجالتی است و در صورتی که الکل ننوشیده باشد نمی‌تواند با زنان صحبت کند.

## قسمت‌ها
| شم. کلی | شم. در فصل | عنوان                                 | کارگردان        | نویسنده | تاریخ انتشار اصلی | کد تولید | U.S. تعداد بیننده (میلیون) |
| ------- | ---------- | ------------------------------------- | --------------- | --- | ----------------- | -------- | -------------------------- |
| 41      | 1          | «The Electric Can Opener Fluctuation» | Mark Cendrowski | Steven Molaro | ۲۱ سپتامبر ۲۰۰۹   | 3X5551   | 12.96                      |
| 42      | 2          | «The Jiminy Conjecture»               | Mark Cendrowski | Jim Reynolds | ۲۸ سپتامبر ۲۰۰۹   | 3X5552   | 13.27                      |
| 43      | 3          | «The Gothowitz Deviation»             | Mark Cendrowski | داستان : Lee Aronsohn & Richard Rosenstock نمایشنامۀ تلویزیونی : Bill Prady & Maria Ferrari                                                             | ۵ اکتبر ۲۰۰۹      | 3X5553   | 12.52                      |
| 44      | 4          | «The Pirate Solution»                 | Mark Cendrowski | Steve Holland | ۱۲ اکتبر ۲۰۰۹     | 3X5554   | 13.07                      |
| 45      | 5          | «The Creepy Candy Coating Corollary»  | Mark Cendrowski | داستان : Chuck Lorre & Bill Prady نمایشنامۀ تلویزیونی : Lee Aronsohn & Steven Molaro                                                                    | ۱۹ اکتبر ۲۰۰۹     | 3X5556   | 13.47                      |
| 46      | 6          | «The Cornhusker Vortex»               | Mark Cendrowski | داستان : Bill Prady & Steven Molaro نمایشنامۀ تلویزیونی : Dave Goetsch & Richard Rosenstock                                                             | ۲ نوامبر ۲۰۰۹     | 3X5555   | 12.73                      |
| 47      | 7          | «The Guitarist Amplification»         | Mark Cendrowski | داستان : Chuck Lorre & Lee Aronsohn نمایشنامۀ تلویزیونی : Bill Prady & Richard Rosenstock & Jim Reynolds                                                | ۹ نوامبر ۲۰۰۹     | 3X5557   | 12.80                      |
| 48      | 8          | «The Adhesive Duck Deficiency»        | Mark Cendrowski | داستان : Chuck Lorre & Bill Prady & Dave Goetsch نمایشنامۀ تلویزیونی : Steven Molaro & Eric Kaplan & Maria Ferrari                                      | ۱۶ نوامبر ۲۰۰۹    | 3X5558   | 13.23                      |
| 49      | 9          | «The Vengeance Formulation»           | Mark Cendrowski | داستان : Chuck Lorre & Maria Ferrari نمایشنامۀ تلویزیونی : Richard Rosenstock & Jim Reynolds & Steve Holland                                            | ۲۳ نوامبر ۲۰۰۹    | 3X5559   | 14.13                      |
| 50      | 10         | «The Gorilla Experiment»              | Mark Cendrowski | داستان : Chuck Lorre & Richard Rosenstock & Steve Holland نمایشنامۀ تلویزیونی : Bill Prady & Steven Molaro & Maria Ferrari                              | ۷ دسامبر ۲۰۰۹     | 3X5560   | 14.38                      |
| 51      | 11         | «The Maternal Congruence»             | Mark Cendrowski | داستان : Lee Aronsohn & Steven Molaro & Richard Rosenstock & Maria Ferrari نمایشنامۀ تلویزیونی : Chuck Lorre & Bill Prady & Dave Goetsch                | ۱۴ دسامبر ۲۰۰۹    | 3X5562   | 15.58                      |
| 52      | 12         | «The Psychic Vortex»                  | Mark Cendrowski | داستان : Lee Aronsohn & Steven Molaro نمایشنامۀ تلویزیونی : Chuck Lorre & Eric Kaplan & Jim Reynolds                                                    | ۱۱ ژانویه ۲۰۱۰    | 3X5561   | 15.82                      |
| 53      | 13         | «The Bozeman Reaction»                | Mark Cendrowski | داستان : Bill Prady & Lee Aronsohn & Jim Reynolds نمایشنامۀ تلویزیونی : Chuck Lorre & Steven Molaro & Steve Holland                                     | ۱۸ ژانویه ۲۰۱۰    | 3X5563   | 15.05                      |
| 54      | 14         | «The Einstein Approximation»          | Mark Cendrowski | داستان : Lee Aronsohn & Dave Goetsch & Steve Holland نمایشنامۀ تلویزیونی : Chuck Lorre & Steven Molaro & Eric Kaplan                                    | ۱ فوریه ۲۰۱۰      | 3X5565   | 15.51                      |
| 55      | 15         | «The Large Hadron Collision»          | Mark Cendrowski | داستان : Chuck Lorre & Steven Molaro & Jim Reynolds نمایشنامۀ تلویزیونی : Lee Aronsohn & Richard Rosenstock & Maria Ferrari                             | ۸ فوریه ۲۰۱۰      | 3X5564   | 16.26                      |
| 56      | 16         | «The Excelsior Acquisition»           | Peter Chakos    | داستان : Chuck Lorre & Lee Aronsohn & Steven Molaro نمایشنامۀ تلویزیونی : Bill Prady & Steve Holland & Maria Ferrari                                    | ۱ مارس ۲۰۱۰       | 3X5566   | 15.73                      |
| 57      | 17         | «The Precious Fragmentation»          | Mark Cendrowski | داستان : Lee Aronsohn & Eric Kaplan & Maria Ferrari نمایشنامۀ تلویزیونی : Bill Prady & Steven Molaro & Richard Rosenstock                               | ۸ مارس ۲۰۱۰       | 3X5567   | 16.32                      |
| 58      | 18         | «The Pants Alternative»               | Mark Cendrowski | داستان : Chuck Lorre & Bill Prady & Steve Holland نمایشنامۀ تلویزیونی : Eric Kaplan & Richard Rosenstock & Jim Reynolds                                 | ۲۲ مارس ۲۰۱۰      | 3X5568   | 13.42                      |
| 59      | 19         | «The Wheaton Recurrence»              | Mark Cendrowski | داستان : Chuck Lorre & Steven Molaro & Nicole Lorre & Jessica Ambrosetti نمایشنامۀ تلویزیونی : Bill Prady & Dave Goetsch & Jim Reynolds & Maria Ferrari | ۱۲ آوریل ۲۰۱۰     | 3X5569   | 13.39                      |
| 60      | 20         | «The Spaghetti Catalyst»              | Anthony Rich    | Chuck Lorre & Bill Prady & Lee Aronsohn & Steven Molaro                                                                                                 | ۳ مه ۲۰۱۰         | 3X5570   | 11.63                      |
| 61      | 21         | «The Plimpton Stimulation»            | Mark Cendrowski | داستان : Chuck Lorre & Bill Prady & Lee Aronsohn نمایشنامۀ تلویزیونی : Steven Molaro & Jim Reynolds & Maria Ferrari                                     | ۱۰ مه ۲۰۱۰        | 3X5571   | 13.73                      |
| 62      | 22         | «The Staircase Implementation»        | Mark Cendrowski | داستان : Lee Aronsohn & Steven Molaro & Steve Holland نمایشنامۀ تلویزیونی : Chuck Lorre & Dave Goetsch & Maria Ferrari                                  | ۱۷ مه ۲۰۱۰        | 3X5572   | 15.02                      |
| 63      | 23         | «The Lunar Excitation»                | Peter Chakos    | داستان : Chuck Lorre & Bill Prady & Maria Ferrari نمایشنامۀ تلویزیونی : Lee Aronsohn & Steven Molaro & Steve Holland                                    | ۲۴ مه ۲۰۱۰        | 3X5573   | 15.02                      |

## بازخورد
فصل سوم مورد تحسین منتقدان قرار گرفت. مورین رایان از شیکاگو تریبون که نوشته بود "تئوری بیگ بنگ، که در فصل سوم خود است، بسیاری از کارها را به درستی انجام می دهد". آلن سپین وال از استار لدگر نوشت: "تعامل پنی/شلدون مثل همیشه طلا بود". و کن تاکر از انترتینمنت ویکلی نوشت "آنچه تئوری بینگ بنگ را به برتری مکرر ارتقا می‌دهد، یکی از ثابت‌های آن از همان ابتدا است: عملکرد درخشان جیم پارسونز". مؤسسه فیلم آمریکا فصل سوم را یکی از ده فصل برتر تلویزیونی سال ۲۰۰۹ قرار داد.